# Tritt auf die Glaubensbahn, BWV 152
Tritt auf die Glaubensbahn, BWV 152 (Seguiu el camí de la Fe), és una cantata religiosa de Johann Sebastian Bach per al diumenge després de Nadal, estrenada a Weimar el 30 de desembre de 1714.

## Origen i context
El llibret és de Salomo Franck, llicenciat en Dret i Teologia, Secretari major i poeta oficial de la cort ducal`de Weimar, autor de diversos conjunts de textos que desenvolupen temes litúrgics. L'any 1715 els va recollir sota el títol Evangelisches Andacht-Opfer, aquest text està construït al voltant del versicle 22 "La pedra rebutjada pels constructors, ara és la pedra principal” del salm 118 “Enaltiu el Senyor: que n'és de bo!”. Té, també, relació amb l'evangeli del dia Lluc (2, 22-36) que narra la Presentació de Jesús al Temple.
Segons Gardiner, el text gira al voltant de la paraula Stein (pedra), que simbolitza la fe fixada per Déu en l'encarnació de Jesús. L'obra està construïda com un diàleg al·legòric entre Jesús (baix) i l'ànima (soprano), amb tres instruments arcaics, flauta de bec, viola d'amor i viola de gamba, que representen el vell ordre i es juxtaposen amb l'oboè “modern” i el continu representants del nou ordre; Bach mescla de manera sublim aquests timbres instrumentals, fins a arribar a la convergència final que reflecteix la unitat de Jesús i l'Ànima. La cantata expressa la dualitat entre la caiguda inicial de la humanitat i la necessària humilitat espiritual, la consecució de la corona per part de l'ànima, com a meta final del camí de la fe Glaubensbahn.
Per aquest dia es conserven, a més, la BWV 28 i la BWV 122; l'Oratori de Nadal (BWV 248), no conté cantata per a aquest diumenge perquè l'any de la seva estrena, 1734, coincidí amb el dia de Sant Esteve.

## Anàlisi
Obra escrita per a soprano i baix; flauta de bec, oboè, viola d'amor, viola de gamba i baix continu. Consta de sis números sense participació del cor.
1. Simfonia
2. Ària (baix): Tritt auf die Glaubensbahn (Seguiu el camí de la Fe)
3. Recitatiu (baix): Der Heiland ist gesetzt (La missió del Salvador a Israel)
4. Ària (soprano): Stein, der über alle Schätze (O pedra, el més preciós dels tresors)
5. Recitatiu (baix): Es ärgre sich die kluge Welt (La gent creguda s'enfurisma)
6. Ària (duet de soprano i baix): Wie soll ich dich, Liebster der Seelen, umfassen? (Com ho faré per abraçar-te, enamorat de les ànimes?)

El dispositiu instrumental és molt particular i només hi participen dos solistes, soprano i baix, sense cap intervenció del cor; de fet Bach mai l'anomenà cantata i preferia el terme “concerto”. El número inicial és una simfonia amb dues seccions, lenta la primera que fa de preludi a la fuga, viva de la segona amb un tema que posteriorment fou utilitzat en el “Preludi i fuga per a orgue” (BWV 536). El conjunt recorda una obertura francesa, anàloga a la cantata BWV 61. En l'ària de baix del número 2, l'oboè evoca els revolts del camí que porta a Sió; a destacar el tractament vocal sobre les paraules Bahn (camí), traget (aferma) i stosse dich nicht (no hi ensopegueu). El número 3 és un recitatiu de baix, que comença en estil secco i després de Fall (caiguda) descendeix fins al punt més baix de la tessitura, Re sostingut, i a continuació torna a pujar sobre Auferstehen (resurrecció). L'ària de soprano del número 4 és un concertant del solista amb la flauta, la viola d'amor i el continu, d'una gran bellesa i una sonoritat molt original. Un segon recitatiu de baix dona pas al número final, un duet de soprano i baix, al·legories de l'ànima i Crist, en un diàleg molt místic. Té una durada d'uns vint minuts.

## Discografia seleccionada
- J.S. Bach: Das Kantatenwerk. Sacred Cantatas Vol. 8. Nikolaus Harnoncourt, Tölzer Knabenchor (Gerard Schmidt-Gaden, director), Concentus Musicus Wien, Christoph Wegmann (solista del cor), Thomas Hampson. (Teldec), 1994.
- J.S. Bach: The complete live recordings from the Bach Cantata Pilgrimage. CD 56: St Bartholomew’s, New York; 31 de desembre de 2000. John Eliot Gardiner, Monteverdi Choir, English Baroque Soloists, Gillian Keith, Peter Harvey. (Soli Deo Gloria), 2013.
- J.S. Bach: Complete Cantatas Vol. 2. Ton Koopman, Amsterdam Baroque Orchestra & Choir, Barbara Schlick, Klaus Mertens. (Challenge Classics), 2004.
- J.S. Bach: Cantatas Vol. 5. Masaaki Suzuki, Bach Collegium Japan, Midori Suzuki, Peter Kooij. (BIS), 1997.
- J.S. Bach: Church Cantatas Vol. 47. Helmuth Rilling, Gächinger Kantorei, Bach-Collegium Stuttgart, Arlenn Augér, Wolfgang Schöne. (Hänssler), 1999.
- J.S. Bach: Cantatas BWV 82, 152 & 202. Jerôme Lejeune, Ricercar Consort, Greta de Reyghere, Max van Egmond. (Teldec), 1985.